# Adoretus obatoides
Adoretus obatoides är en skalbaggsart som beskrevs av Machatschke 1964. Adoretus obatoides ingår i släktet Adoretus och familjen Rutelidae. Inga underarter finns listade i Catalogue of Life.